# Fortín de la Caranta
El Fortín de La Caranta, en un principio conocido como Fortín de Santiago de la Caranta, está ubicado en la isla de Margarita en Pampatar, en el cerro más alto de la Caranta en la zona del este del castillo San Carlos de Borromeo, se cree que fue construido en el año de 1586. 

## Historia
El Fortín de la Caranta, originalmente nombrado como Fortín de Santiago de la Caranta, fue construido para cumplir con el objetivo elemental que demandaba la época que era acabar con mercenarios y saqueadores, Los investigadores no concuerdan del todo al momento de determinar la fecha exacta en la que comenzó su construcción, pero la hipótesis más acertada es que sucedió en algún momento del año 1586. Fue la primera fortificación hecha en la isla de Margarita.
En el año 1626 fue atacada por piratas Holandeses, la invasión y gran ataque estuvo encabezada por Enrico Buduino, debido a la magnitud del ataque y el daño causado gran parte del complejo quedó casi destruido, después de este ataque no fue reconstruido y quedó abandonado, hoy en día lo único que se conserva es la parte de los cañones que apuntan a la bahía.

### Cañones del Fortín de la Caranta en la actualidad

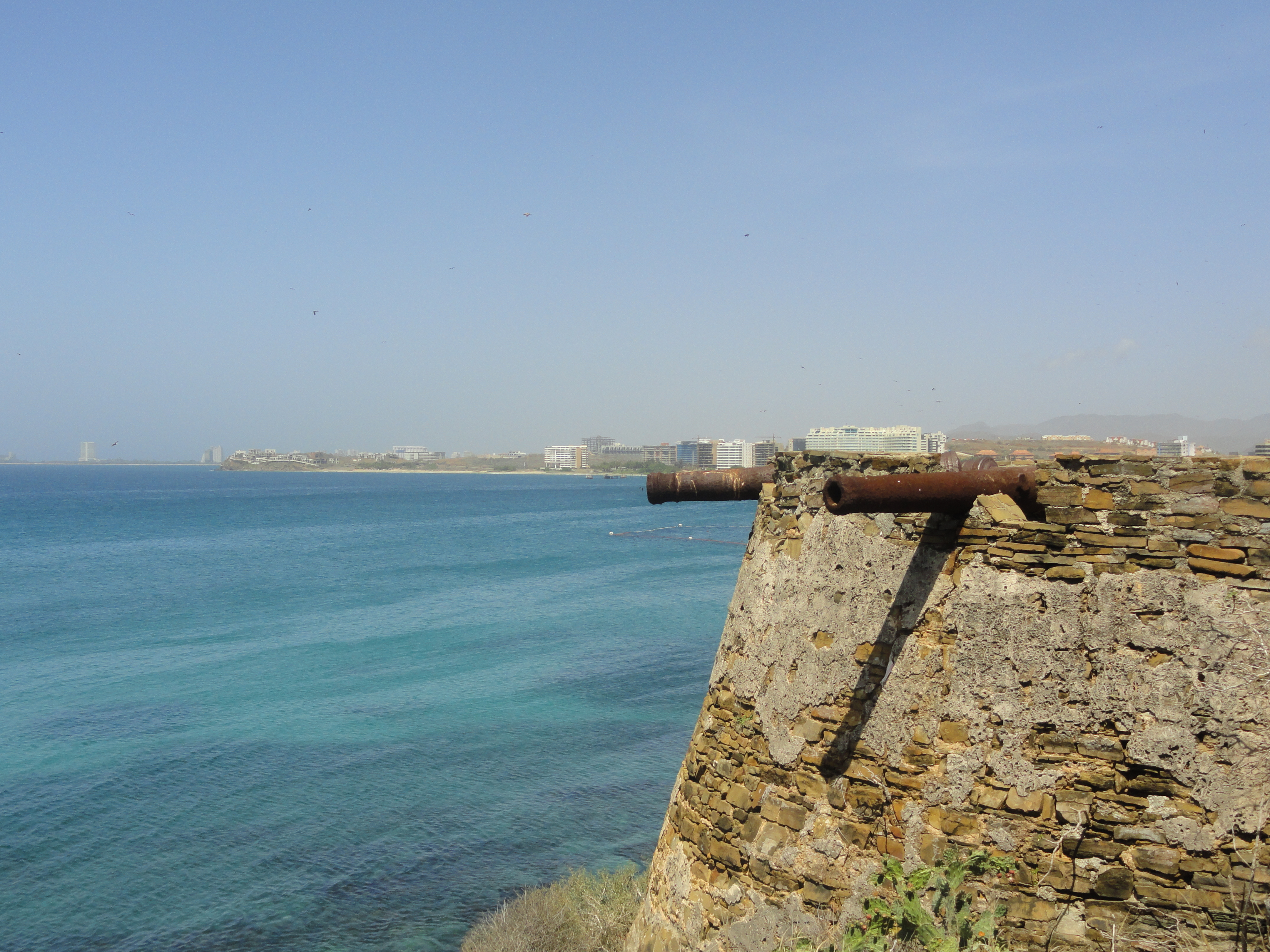
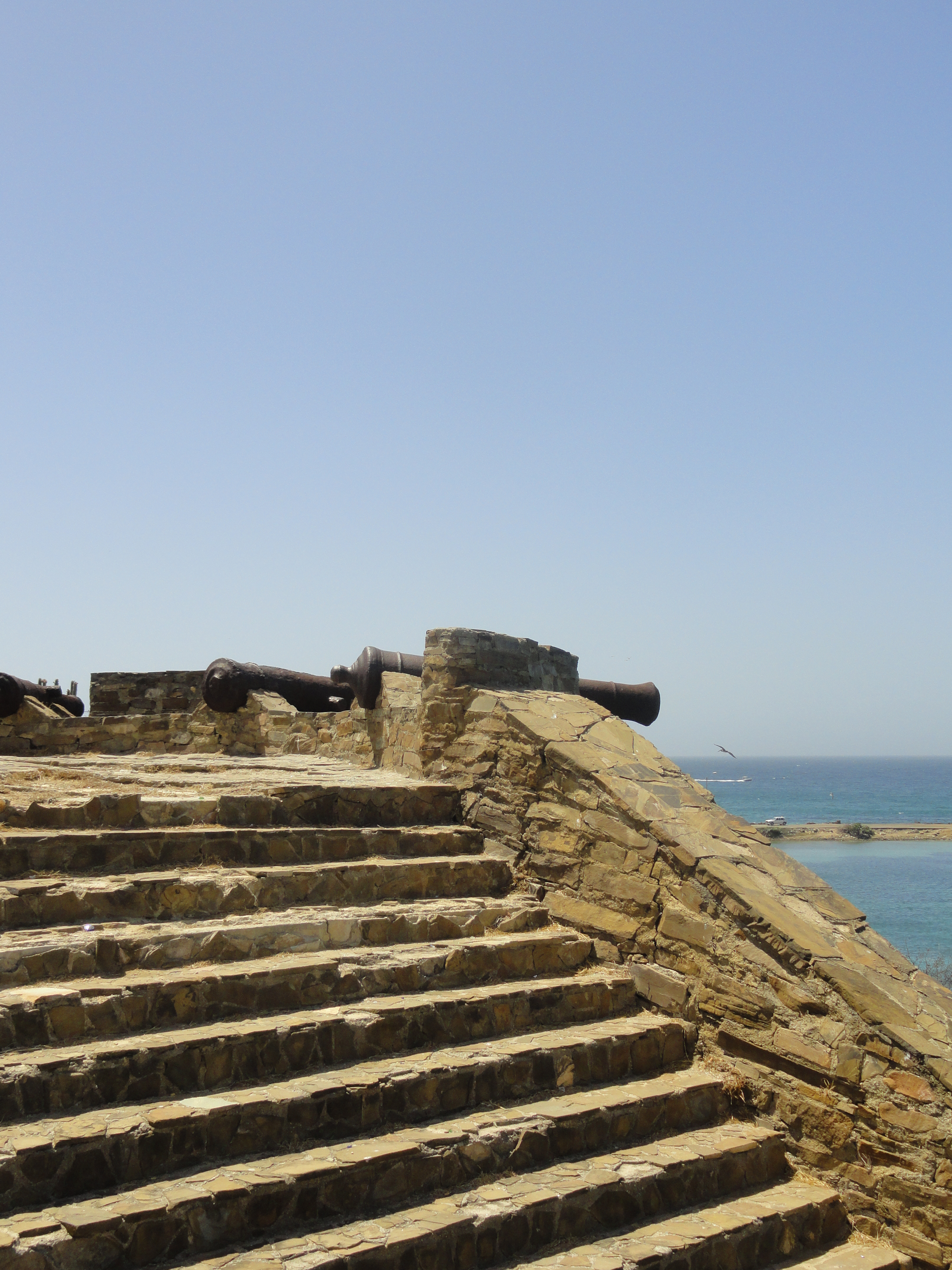
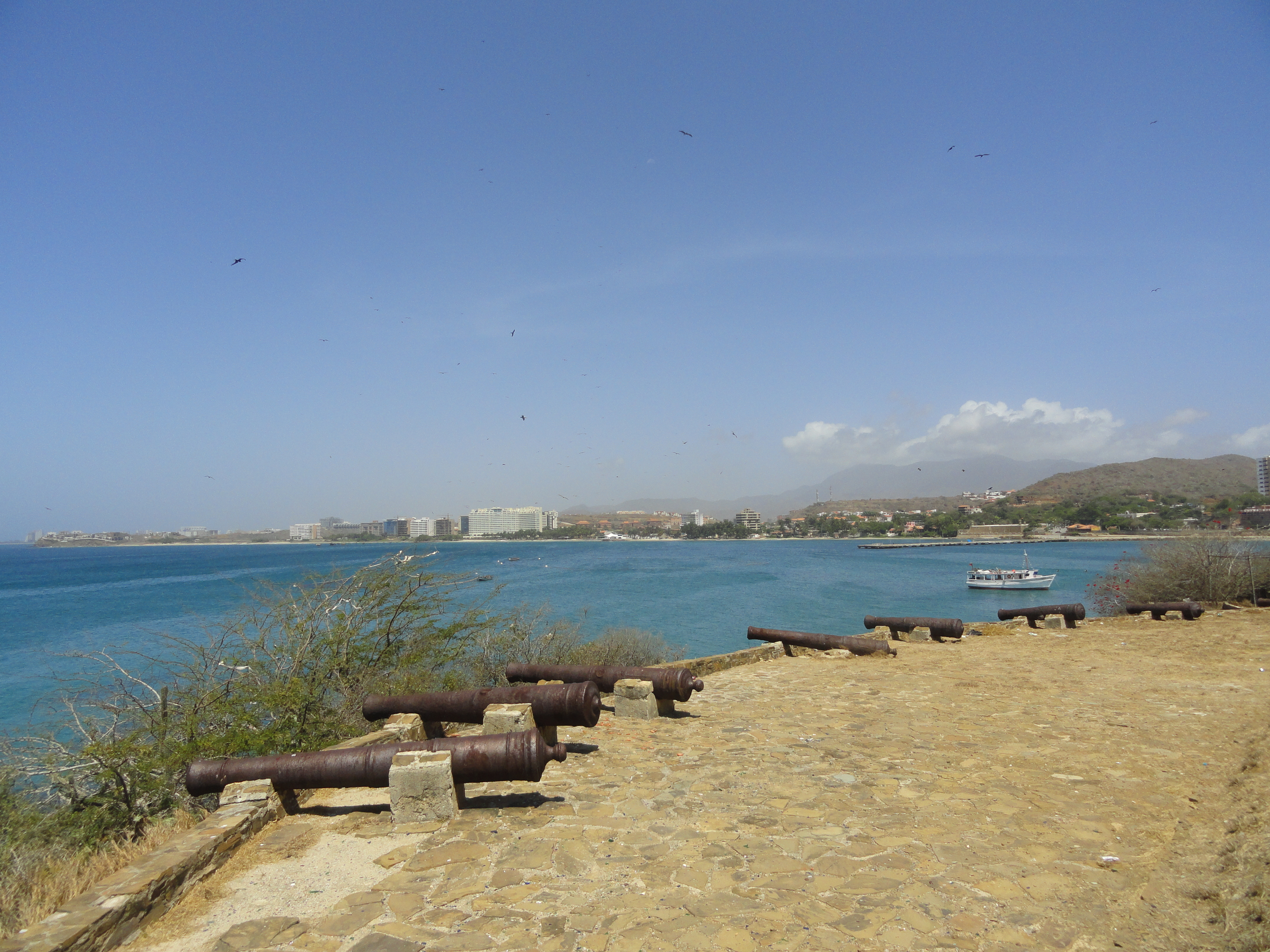
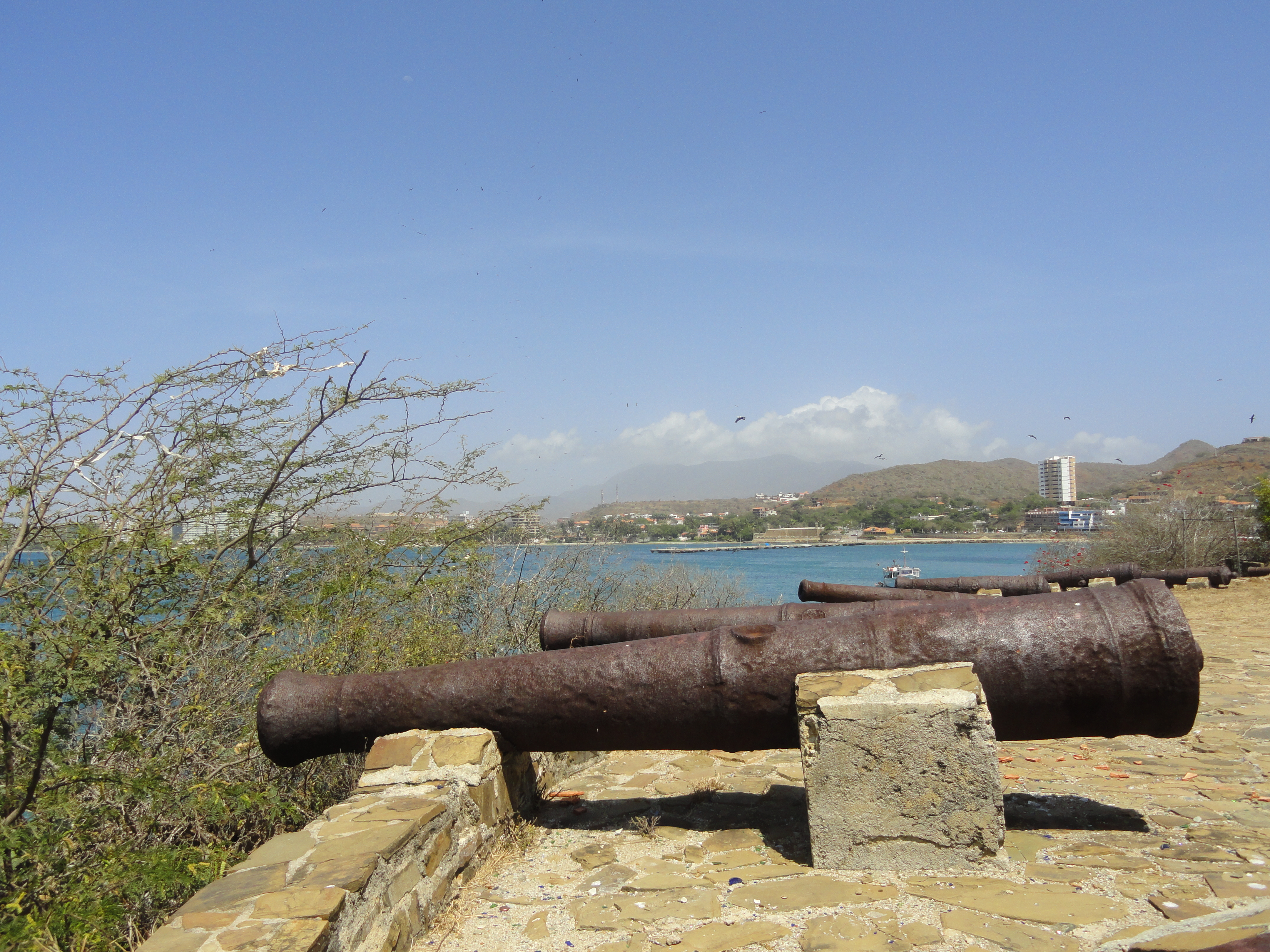